# Insel (Schneverdingen)
Insel è una frazione (Ortsteil) della città di Schneverdingen, nel land della Bassa Sassonia, in Germania.

## Storia
Già comune autonomo nel circondario di Soltau, fu soppresso e incorporato a Schneverdingen il 1º marzo 1974.